# HD 20367 b
HD 20367 b – niepotwierdzona planeta pozasłoneczna typu gazowy olbrzym obiegająca gwiazdę HD 20367 w średniej odległości 1,25 j.a. Praca zespołu pod kierunkiem Roberta A. Wittenmyera opublikowana w 2009 podaje w wątpliwość istnienie tej planety.